# خراردو الیوارس
خِراردو اُلیوارِس (اسپانیایی: Gerardo Olivares‎؛ ‏ زادهٔ ۱۹۶۴ میلادی) فیلم‌نامه‌نویس، کارگردان فیلم، کارگردان تلویزیونی، فیلم‌بردار، تدوین‌گر و تهیه‌کننده فیلم اهل اسپانیا بود.
از فیلم‌ها یا مجموعه‌های تلویزیونی که وی در آن‌ها نقش داشته‌است، می‌توان به ۴ لاتاس اشاره نمود.